# ウスベニニガナ

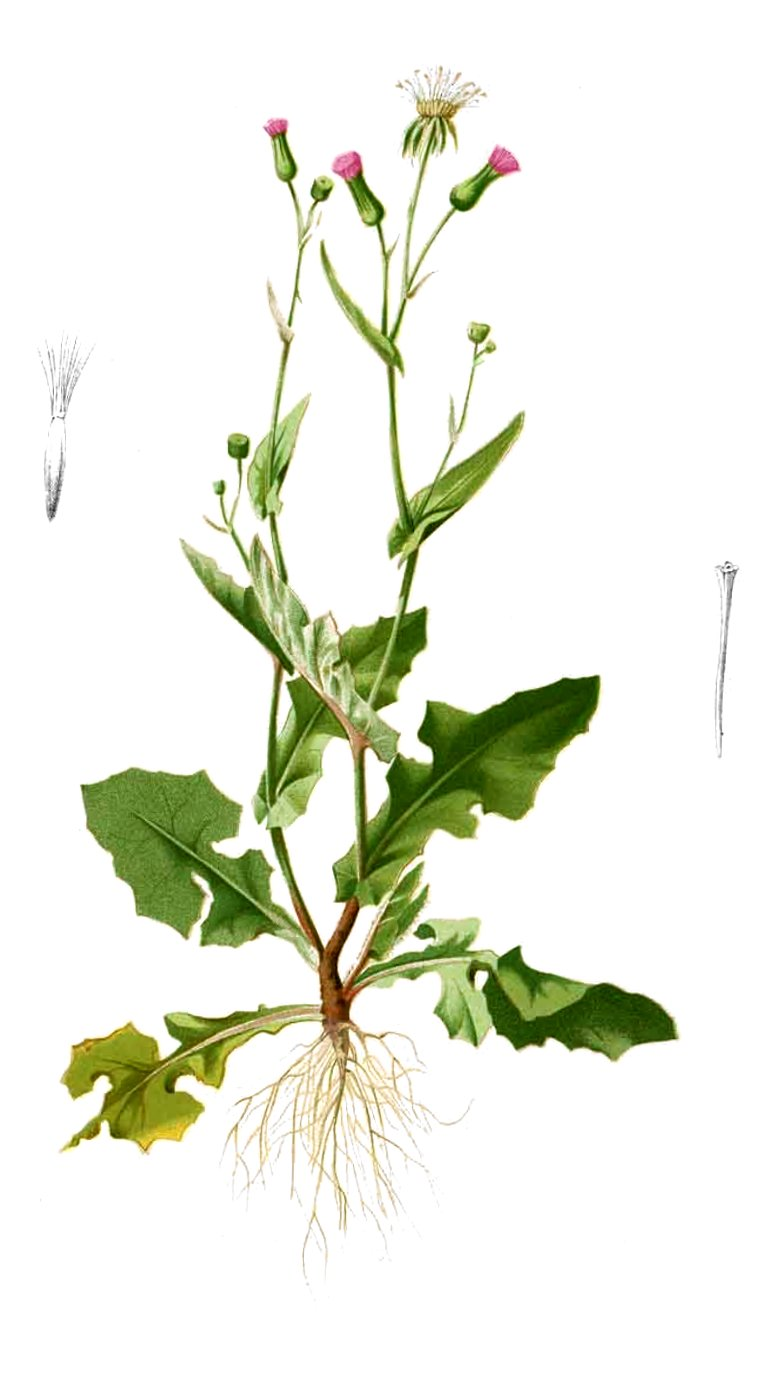
図版

ウスベニニガナ Emilia sonchifolia (L.) DC. var. javanica (Burm. f.) Mattf. はキク科の植物の1つ。筒状でピンク色の花をつける。

## 特徴
1年生の草本。全体が緑白色をしている。茎の高さは25-45cmほどで、茎は立ち上がり、主に下部で分枝を出す。茎全体に細くて弱々しい感がある。茎は全体にほぼ無毛だが、下部では縮れた毛がある。葉は互生で、茎の下部に集まるが、途中からも出る。茎の下部から出る葉は羽状に裂けるが頂裂片が特別に大きく、基部近くに少数の裂片がつく形になるか、あるいは基部近くで深く羽状に裂ける形を取る。また基部は両側に翼(葉身の延長のようなもの)を持つ柄となり、その基部は茎を抱く。葉の長さは5-10cmで、緑白色で質は厚く、両面に縮れた毛がまばらにある。茎の中部から出る葉は卵状披針形で、基部は茎を抱く。

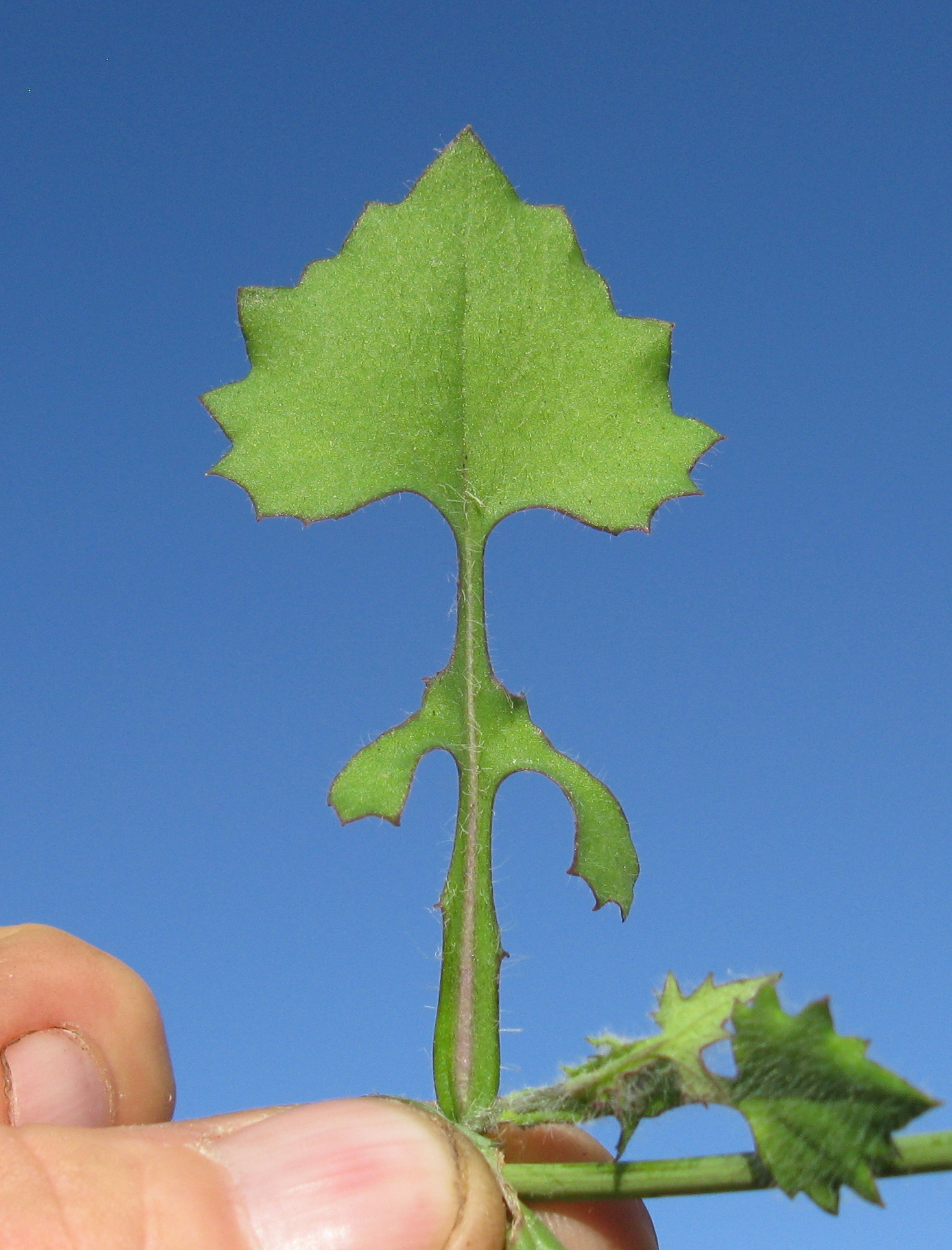
根出葉
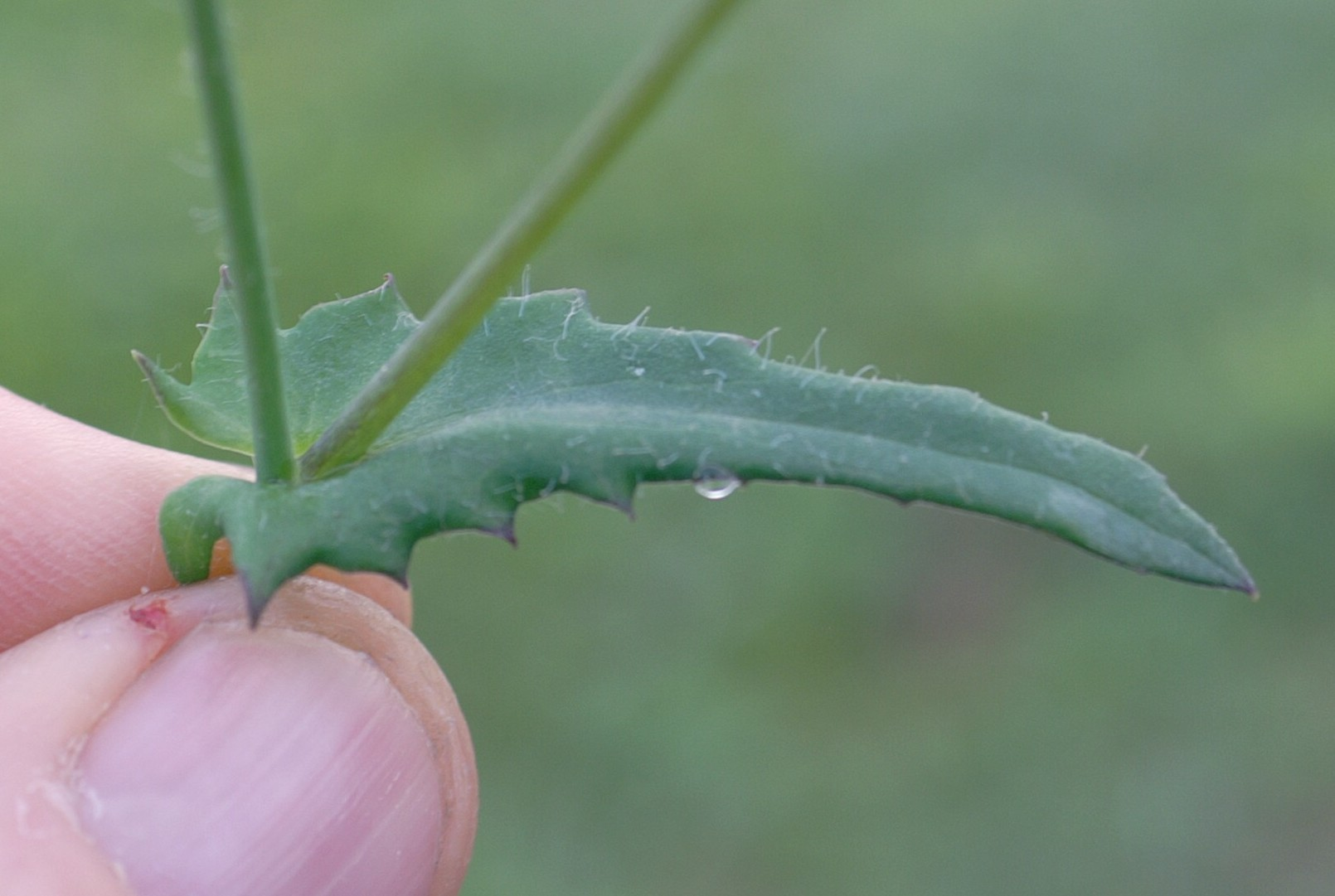
茎葉
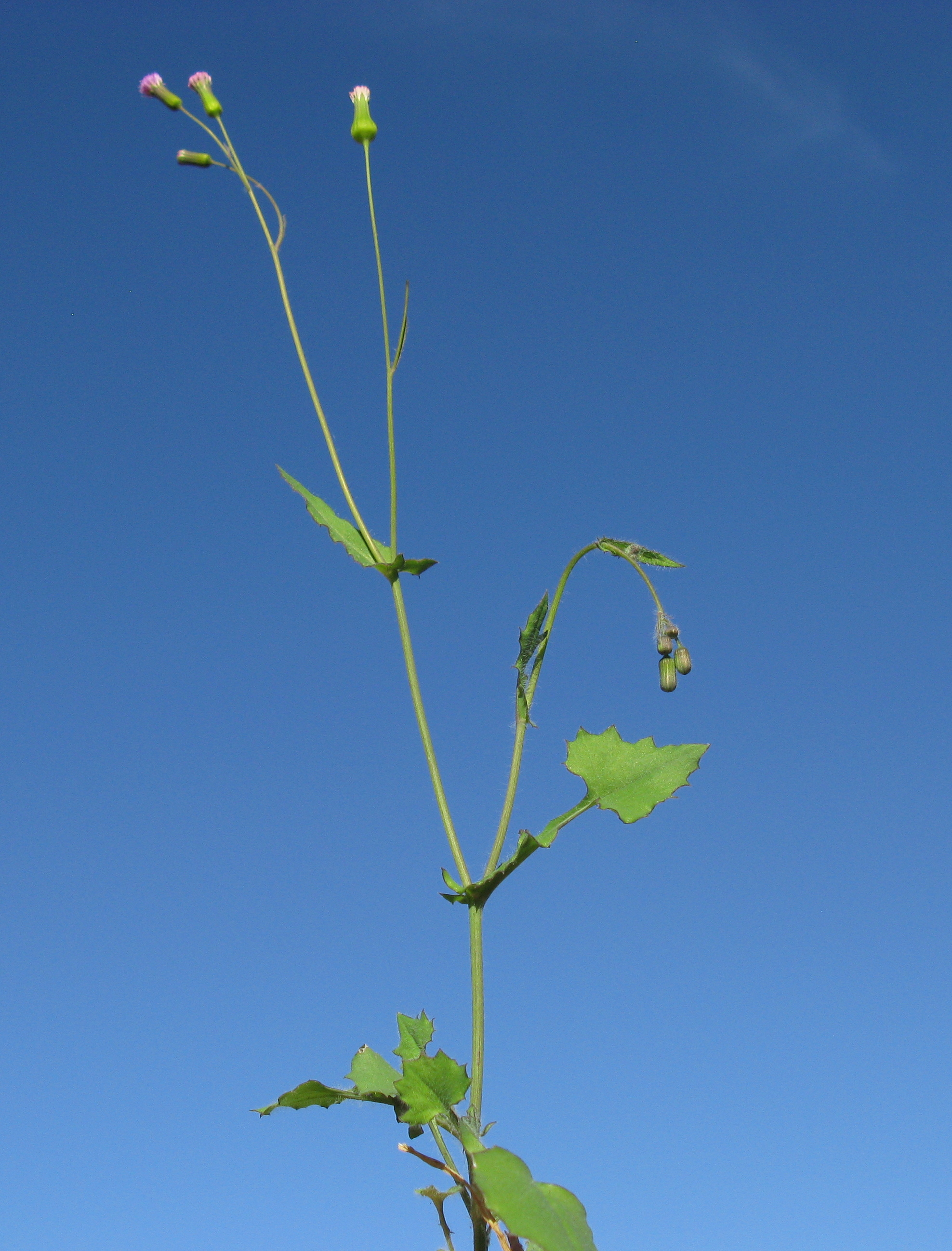
花序の様子

花期は4-11月と長い。頭花は茎の先端につき、散房状に分枝した花序の枝先に1個ずつ、2-5個がつく。花は上向きに咲くが、つぼみの間は下を向いている。総苞は基部に苞を持たず、その形は筒状で初めは8mmほどだが後に伸びて12mmほどになる。総苞片は1列。小花はすべて筒状花で、花冠は紅紫色を帯びており、長さ9mm。とても細長くなっており、基部の側は特に長い筒状部となり、先端は五つに裂ける。花冠の裂片は長さ1.5mm。痩果は5角柱形で両端が切り落とされたような形をしており、長さ3mm、幅0.5mmほどで、稜の上には微小な毛がある。先端には多数の細い冠毛があり、白くて長さ8mm。
和名は後述のベニニガナに似て花色が淡いことに基づく。

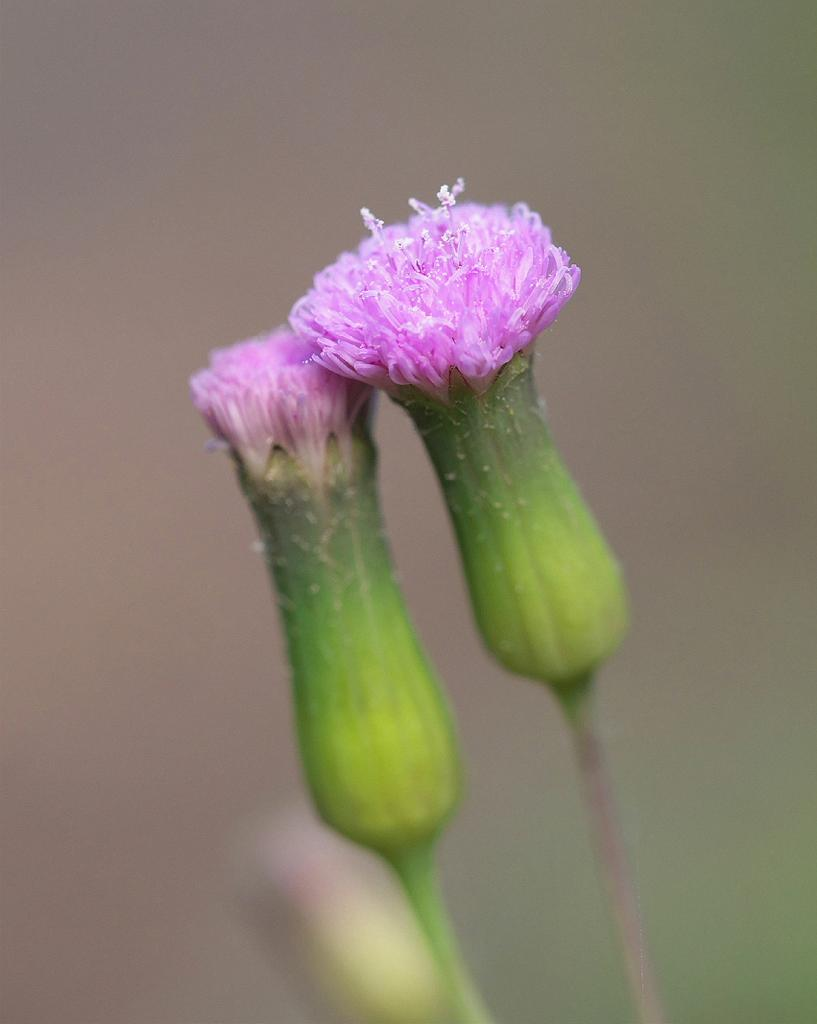
頭花
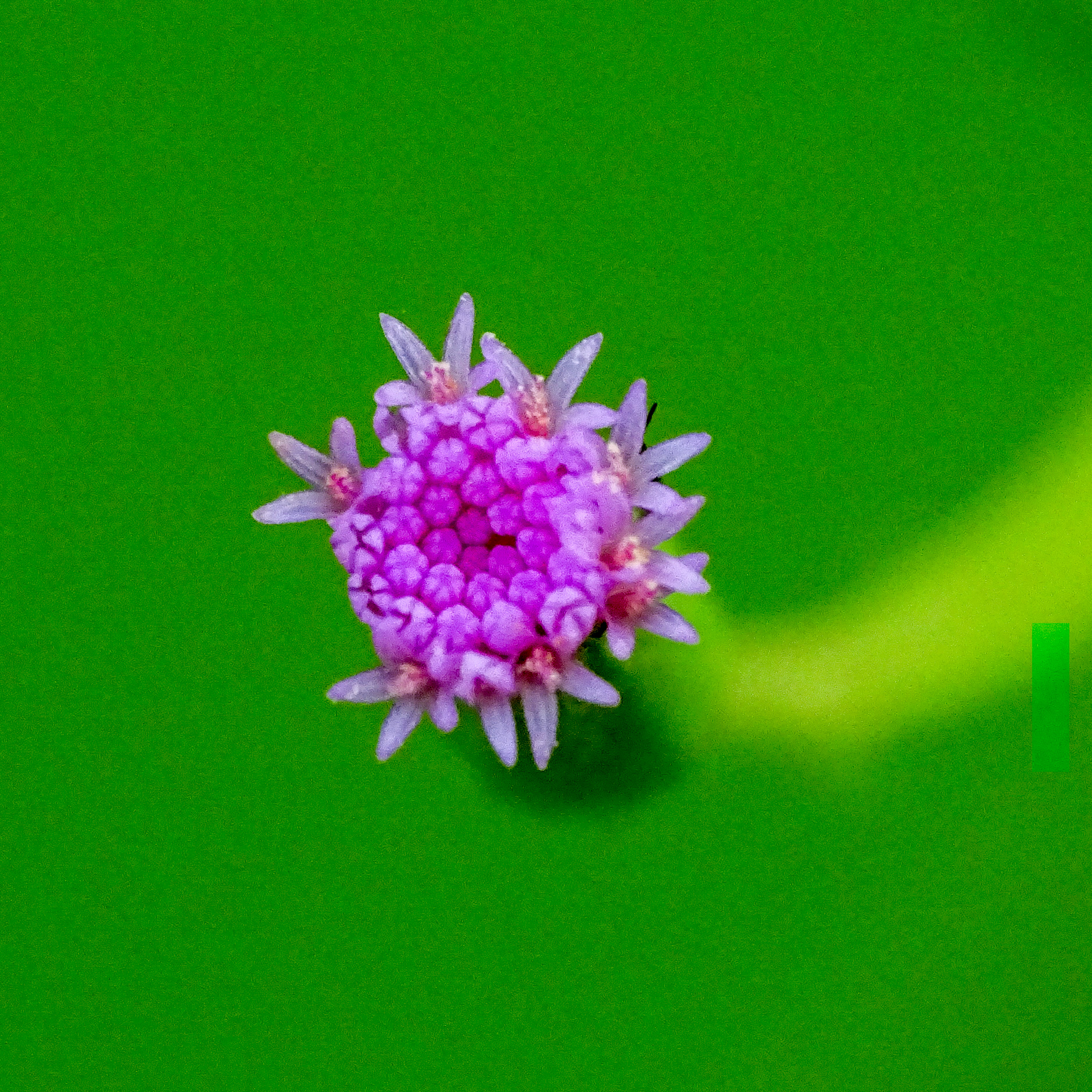
花の拡大
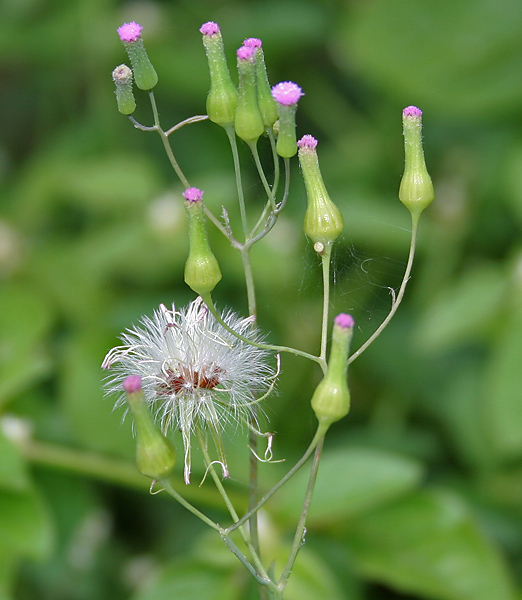
種子の綿毛

## 分布と生育環境
日本では琉球列島から本州の南部にまで分布し、国外ではアジアからアフリカの熱帯域に広く分布している。本州での分布域としては関東地方、東海地方、紀伊半島、中国地方があげられる。また南アメリカなどに帰化している。日本は分布の東北端に位置し、琉球列島から沿岸地域を北上して西日本の太平洋岸に達したものと考えられる。
道ばたなどに生える。雑草として出現するものである。

## 分類
本種の基本変種 E. sonichifolia var. sonichifolia は総苞の長さが6-12mm、幅1.5-3.2mmで筒状花が総苞とほぼ同長かわずかに長く、花冠の裂片はより短いもので、世界の熱帯域に広く見られる。

## 類似種など
本種の属するウスベニニガナ属にはアジアからアフリカの熱帯域を中心に25種ほどが知られるが、日本の在来種は本種のみである。
同属のベニニガナ E. sagittata は本州、四国、琉球列島に見られる。この種はかつて日本で花壇や切り花用などに広く栽培されていたが、近年は見ることが少なくなったもので、野外で見られるのはこれが逸出したものとされる。またナンカイウスベニニガナ E. fosbergii が硫黄列島に帰化し、さらに八重山諸島にも帰化している。この種は茎が基部で分枝することがあまりなく、また葉が基部に集まらないで茎全体に均等に出ることなどで区別出来る。
ベニニガナ（沖縄県石垣島にて撮影）
- 花
- ベニニガナの草姿

## 保護の状況
環境省のレッドデータブックには取り上げられていないが、県別では山口県と佐賀県で絶滅危惧I類に指定されている。

## 利用
日本では特に利用されることはない。熱帯地方では開花前のものを野菜として食用にするほか、中国では全草を乾燥させて薬用に用い、解熱、利尿、解毒の効果があるとされる。